# Mikel Lasa
Mikel Lasa, född den 9 september 1971 i Legorreta, Spanien, är en spansk fotbollsspelare som tog OS-guld i herrfotbollsturneringen vid de olympiska sommarspelen 1992 i Barcelona. 